# 航空自衛隊の歴史

航空自衛隊の紋章

本項では航空自衛隊の歴史について記述する。

## 歴史

### 準備期

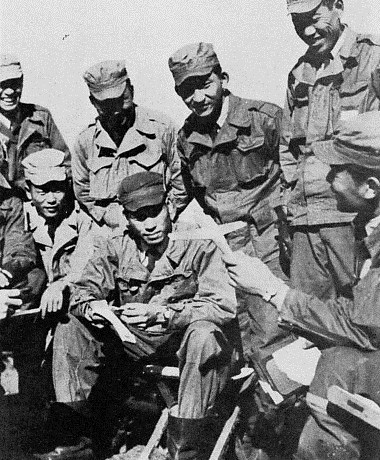
保安隊航空学校の学生（1954年2月）

1951年春、警察予備隊はアメリカ陸軍で使用していた連絡・偵察・弾着観測用であるL機（L-5）の導入を決めた。このため浜松南基地で航空学校の創設準備と飛行訓練の準備が始まる。第1回L操縦学生は旧陸・海軍パイロットで構成され、次期学生に対する教官要員でもあった。1952年10月15日に警察予備隊は保安隊に改組され、浜松には航空学校が設立される。保安隊航空学校の初代校長は元陸軍中佐の汾陽光文であり、幕僚は旧陸海軍出身者が均等配置された。経験者技量回復訓練はアメリカ空軍主導で実施されたが、学校設立後は学校主管、アメリカ軍支援の態勢になる。パイロット要員の教育は着々と進んでいったが、その教育は当初英語で進められた。このため旧軍出身パイロットの中には英語会話能力が不足している者がおり、アメリカ人教官による評価で技量優秀であっても英語を理解出来ないとの理由で学生が淘汰されたり、あるいは失望して自ら去っていった者もいた。
1953年に入り対日軍事顧問団の設置を受けて、アメリカによる軍事指導と軍事援助は本格的に始動する。朝鮮特需に伴い武器の製造が認められ、各管区に連絡機部隊が編成され1954年中頃に配備は概成する。同年秋頃に保安庁保安局内に制度調査委員会別室が設けられ、対日軍事顧問団内にもこれに対応して航空班が設立される。防衛力整備計画第7次案にて後の航空自衛隊の編成装備の骨格が形成され、新組織創設を含めた昭和29年度予算の要求作業が始まる。
1954年2月に航空準備室が発足。3月に航空自衛隊要員の公募計画が決定され、対日軍事顧問団に対して基地返還や共同使用の要請も開始される。5月、松島基地にて極東空軍との間で飛行教育訓練が始まり、6月に臨時松島派遣隊が編成され、対日軍事顧問団航空班は空軍部に昇格している。防衛庁設置法と自衛隊法が公布され、初代航空幕僚長に上村健太郎が、幕僚副長に佐薙毅が決定される。発足前の6月10日にはアメリカ空軍による航空機整備要員の実務教育が始まり、同月22日にはT-6練習機を用いての第1期操縦学生に対するT-6操縦教育が始まった。

### 黎明期

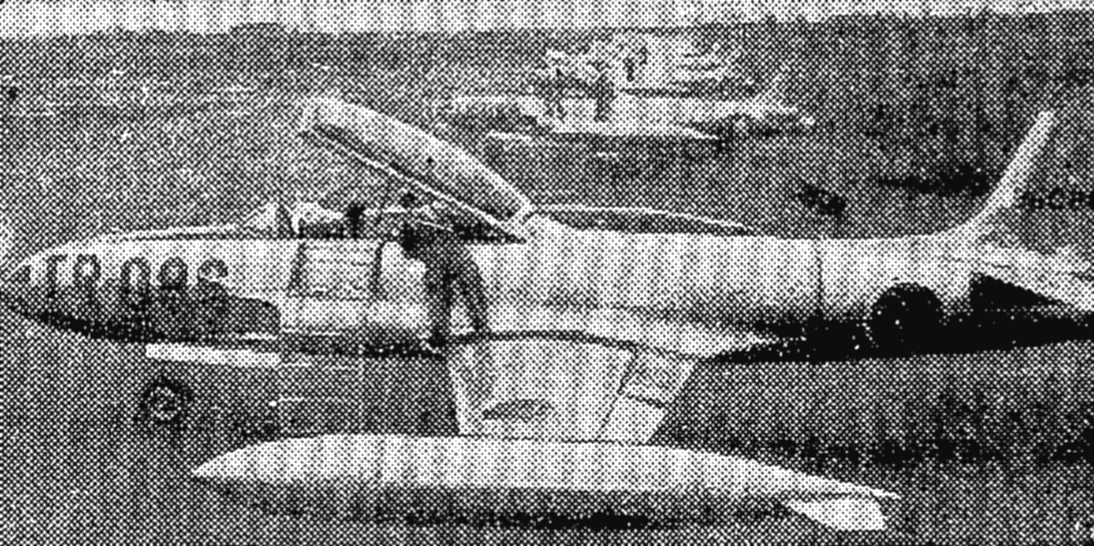
黎明期の航空自衛隊ジェット機

1954年7月1日、航空自衛隊が発足する。初年度の保有機はT-34練習機56機、T-6練習機63機、T-33Aジェット練習機、C-46輸送機16機、KAL-2連絡機1機の陣容でどれもアメリカ空軍の供与機であった。昭和30年度予算は102億円で同年度の陸上自衛隊の予算は約550億円であった。発足当初の組織は越中島に置かれた航空幕僚監部、松島基地の臨時松島派遣隊だけであり、少し遅れて同年7月6日に浜松基地にて操縦学校が編成される。同年8月に幹部学校（防府）が、9月に通信学校（浜松）、整備学校（浜松）第1航空教育隊（防府）および補給処（土浦）が編成され、10月には北部（三沢と各地）、中部（名古屋）、西部（板付と各地）の3個訓練航空警戒隊が編成され、1954年末までに第2航空教育隊（防府）、臨時築城派遣隊（築城）、立川輸送航空隊（立川）および臨時教材整備隊（浜松）が編成される。同年6月に日米相互防衛援助協定等に伴う秘密保護法が成立し、翌7月には日米業者間でF-86F戦闘機とT-33練習機の国産化が認められ、9月には三自衛隊間での航空機分属の取り決めが防衛庁長官（当時）により決定された。8月にはアメリカ本国での留学が開始され、同時に防府では幹部教育も開始される。
1955年3月、防衛6ケ年計画が決定され、続いて昭和32年度防衛力整備計画が決定されるも、1956年の国防会議で国防の基本方針が決定され、1957年6月に第1次防衛力整備計画が決定された。これにより中期的な組織整備の目標が示される。同年9月に航空自衛隊幹部候補生学校が防府にて新編され初級幹部教育が開始、11月に操縦学校第1分校（小月本校と防府分校）と第2分校（松島）が開設され、12月にはF-86F戦闘機装備の航空団（後の第1航空団）が浜松にて編成された。またアメリカ空軍との共同行動の必要性から英語の需要があるため1956年1月に浜松にて英語教育隊が編成される。
1957年2月15日から2月18日まで九州方面にて航空自衛隊初の防空実働演習が実施される。また、1955年8月8日に操縦学校所属のT-34練習機が低空旋回中に失速し墜落しパイロットは死亡する。これが航空自衛隊初の航空機事故かつそれを原因とする殉職者であった。

### 第1次防衛力整備計画
1次防の下で航空自衛隊は拡張する。1957年8月1日、府中基地にて航空集団（後の航空総隊）が編成される。1957年9月2日に千歳、松島、矢の目、宇都宮、入間川、浜松、小月、美保、防府、築城、板付に管制分遣隊と気象分遣隊が新編され、続く10月21日に三沢にて、12月20日に新田原、翌1958年1月16日に管制分遣隊が新編、8月1日に静浜、小牧および木更津に管制分遣隊が新編される。1959年6月1日に矢の目を除く全管制分遣隊が管制隊に改編され、アメリカ空軍の管理下にあった日本全国を網羅する航空管制態勢が順次引き渡されている。1959年3月末までに航空総隊、北部航空方面隊（三沢）、中部航空方面隊（入間）、西部航空指令所（春日）の主要部隊を始めとして、第1から第4までの航空団、輸送航空団、航空保安管制気象群、救難航空隊、実験航空隊、管制教育団など現在の航空自衛隊の基盤となる部隊・機関が新編される。
この当時、最初の8年間だけで70名の殉職者を出しており、大中規模の航空事故件数も昭和31年度で33件、昭和32年度は47件に及んでおり、1957年9月にこの状況を重く見た第3代航空幕僚長源田実空将は飛行安全検閲を実施し、11月には航空幕僚監部内に監察官が新設される。これ以降、安全に関わる分野に多くの予算が注ぎ込まれ、物心両面において不備対策が推進され航空事故件数は減少していった。そして1958年3月にヘリコプターを装備する臨時救難航空隊が新編された。
1959年6月1日に飛行教育集団が新編され、第11から第17までの通し番号付き飛行教育団と第1航空団および第4航空団が集約され、飛行教育部隊については一本化される。同年6月、岐阜基地に置かれていた整備学校分校が航空自衛隊第3術科学校に、9月に整備学校が航空自衛隊第1術科学校に、通信学校が航空自衛隊第2術科学校にそれぞれ改編される。
1959年、百里基地ではF-104J戦闘機受け入れのために滑走路、格納庫、燃料施設などの航空機受け入れ施設の整備が開始される。
1960年3月30日から翌31日まで初の航空総隊防空演習が実施され、航空機約300機が参加する。同年、戦後初の国産ジェット航空機T-1練習機の飛行が開始される。

### 第2次防衛力整備計画
昭和36年度は単年度予算であったため、2次防は翌昭和37年度から始まる。この単年度期間中の1961年6月に西部航空司令所が西部航空方面隊に改編され当時の日本国内をカバーする3個航空方面隊態勢が完成する。他には中央航空通信群の編成や保安管制気象群の保安管制気象団への改編、第2術科学校分校の航空自衛隊第4術科学校への改編が実施されている。
2次防においては航空機1,000機整備、地対空ミサイル部隊の整備、陸上自衛隊所管であったMIM-3 ナイキ・エイジャックス・システムの移管、自動警戒管制組織の選定など大規模な事業が目白押しであった。なお、ナイキミサイルに関して長沼分屯基地への配備をめぐり、後に長沼ナイキ基地訴訟が起きている。
1962年10月、管制教育団は航空自衛隊第5術科学校に改編され、5個ある術科学校は幹部学校および幹部候補生学校と合わせて術科教育本部の下に置かれることになる。また、同年3月22日には臨時F-104訓練隊が編成され、1963年3月5日に航空自衛隊初のF-104J戦闘機装備の第201飛行隊となっている。
1963年1月17日に陸上自衛隊の第101高射大隊が移管され、同大隊を基にして同年4月1日に第1高射群が習志野で新編され、4月17日に本部は入間へ移駐する。1965年2月1日に春日にて第2高射群が新編、地対空ミサイルによる迎撃態勢は着実に整備されていった。

### 第3次防衛力整備計画
3次防の時代には航空自衛隊の編制は全国各地を網羅できる態勢が整えられ、自動警戒管制組織導入の他、戦闘機ほか各種航空機の国産化が推進される。
1963年11月11日から15日まで航空幕僚監部を含めた初の大規模総合指揮所演習が実施される。この演習において緊迫状況下での警戒、作戦準備、防空作戦、航空軍事輸送が日本全域を舞台に展開する。
1969年10月に佐渡分屯基地にて勤務していた、後に反戦自衛官として知られる小西誠による訓練拒否が問題となり、初の自衛隊法違反事件として長年に渡り自衛隊の合憲性を問う裁判が行われる。1969年2月8日に石川県金沢市上空にて落雷の直撃を受けたF-104J戦闘機が市街地に墜落し多数の死傷者を出している。1971年7月30日、岩手県上空にて全日空機雫石衝突事故が発生、このため防衛庁長官増原惠吉と共に航空幕僚長上田泰弘空将は引責辞任する。事故後、航空法は改正され自衛隊機にもトランスポンダとフライトレコーダーの装着義務が定められた。
1970年3月にはよど号ハイジャック事件が発生し、航空自衛隊機が空中監視を実施している。
1971年7月には国産のT-2高等練習機が初飛行を実施している。同年11月にはC-1輸送機が初飛行し、1973年から部隊配備が開始される。さらに第2次F-Xに採用されたF-4EJ戦闘機の導入が開始されている。

### 第4次防衛力整備計画
4次防の下では近代化の推進、輸送能力の向上などが図られた。1972年5月15日沖縄返還により防空領域が拡大したため臨時那覇派遣隊が編成され、翌1973年に南西航空混成団が新編され領域防衛を担任する。
第一次オイルショックの発生により原油価格が高騰する。昭和48年度予算では航空自衛隊のジェット燃料代は約28万キロリットルで42億円でありこれは無事調達された。しかし、翌昭和49年度は約32万キロリットルに対して約90億円の費用が確保されたが、前年比で1リットルあたり2倍近くに暴騰している。さらに、航空自衛隊では燃料調達までのタイムラグへの対応や有事備蓄を確保する必要性から、年間予算で燃料代を消費し切るわけに訳にはいかなかった。結果、消費量を抑制しなければならず1971年までは戦闘機パイロットの年間平均飛行時間178時間が維持されていたが、翌年以降は漸減傾向に突入し1974年は160時間、1976年には150時間、そして1980年には140時間台まで減少している。これが160時間台まで回復するには1987年まで待たねばならなかった。これでもアメリカ空軍の約240時間やNATO諸国の平均約180時間には届かなかった。
1974年から第3次F-Xの選定が開始される。1975年6月、F-1支援戦闘機の初飛行が開始、1977年9月から部隊配備が開始され、後に装備化される80式空対艦誘導弾の組み合わせによりソ連軍上陸艦隊に対する対艦攻撃能力が飛躍的に向上する。
1976年9月6日、ベレンコ中尉亡命事件が発生する。ソ連防空軍のMiG-25戦闘機が突如進路変更し、領空侵犯に備えた千歳基地のF-4EJ戦闘機がスクランブル発進し接触を図ろうとした。しかし、F-4EJ戦闘機のレーダーの問題により対象を発見できずMiG25戦闘機は函館空港に強行着陸する。これにより現地周辺はソ連軍の奪還作戦に備えて厳戒態勢をとった。事態は米国の介入もあり武力攻撃を受ける事態には至らなかった。

### 中期業務見積り
1976年9月のベレンコ中尉亡命事件を受けて空域警戒網の不備が露見したため、これを補うために昭和54年度にE-2C早期警戒機の調達が決定され、1983年に部隊配備が始まる。また、航空機調達に関連して1978年2月にはダグラス・グラマン事件が発生し戦闘機にまつわる疑惑が噴出する。さらに、56中業にてF-1支援戦闘機の後継であるFS-Xが開始される。
1977年5月24日から26日および5月28日から30日まで初の統合幕僚会議の計画による約7,400人、航空機約150機が参加する指揮所演習および実動演習が実施される。翌1978年からは日米共同訓練が始まり、コープノース演習を皮切りに急激に実施回数は増加するも1987年の実動演習の実施16回を最高に、冷戦終結後の実動演習は年4回程度の回数まで減少している。また、1979年10月23日から24日まで実施された日米共同による捜索救難能力の向上を目的とするコープエンジェル演習が沖縄県那覇市沖にて実施され、これ以降ほぼ毎年ごとに南西諸島区域で演習が実施されている。
1978年3月、輸送航空団は3個輸送航空隊を隷下とする体制に改編される。1981年2月に補給統制処が航空自衛隊補給本部に改編される。1979年8月に就任した第15代航空幕僚長山田良市はその在任期間中にスクランブル機にミサイルの実装備をさせている。1980年にF-15J戦闘機の一番機がアメリカにて取得され、空中フェリーで日本に到着する。
1983年4月19日にC-1輸送機2機が三重県鳥羽市沖の菅島でたて続けに墜落する事故が発生している（航空自衛隊C-1輸送機菅島連続墜落事故）。
1980年代なかばにはナイキJ地対空ミサイルの後継としてMIM-104 パトリオット地対空ミサイルの採用が決まり1989年から配備が始まる。

### 中期防衛力整備計画 (第1期)
最初の中期防はF-15J戦闘機の取得数の増加を筆頭に、各種装備の更新や近代化改修が図られた。
1989年3月、航空支援集団、航空教育集団および航空開発実験集団が新編され幕僚監部直轄部隊が機能別集団ごとに管理されることになる。また61中期防期にレーダーサイトの支援や有事の救難を目的とするヘリコプター空輸隊が入間基地の部隊から皮切りに次々と新編、この他に熊谷基地にあった移動通信隊を母体に第1から第4までの移動通信隊が新編されている。
1987年9月23日から10月16日まで、人員約49,000人、航空機約700機が参加する初のアメリカ空軍との本格的共同実働演習として空自総合演習が実施される。同年12月9日には南西諸島上空において領空侵犯したソ連軍機に対する警告射撃事件が発生している。また同月に空将の森繁弘が退職したことで自衛隊から旧日本軍出身者が消えた。
1992年4月に政府専用機を運用する特別航空輸送隊が新編され、平成6年度末までには自衛隊三沢病院が指揮監督下に置かれる。
1993年9月29日から10月12日まで人員約45,000人、航空機約570機が参加する初の全自衛隊規模およびアメリカ空軍共同の実動演習が実施される。
1995年11月22日には石川県能登半島沖にてF-15僚機撃墜事故が発生する。

### 中期防衛力整備計画 (第2期)
08中期防以降、航空自衛隊は装備の更新を図りつつ防衛体制の強化と戦略環境の変化に対応することになる。
1995年に初飛行したF-2支援戦闘機（当時）を平成8年度から調達を開始し、2000年から部隊配備が開始されている。尚、2005年（平成17年）にそれまであった要撃機と支援戦闘機の区分が廃止され戦闘機に統一されている。
平成10年度末までに昭和62年度より開始された12個基地防空隊の編成が完了する。2000年5月8日、中央航空通信群、第1から第4の移動通信隊、通信監査隊および通信保全隊が航空システム通信隊に改編される。
08中期防期の2000年5月、檜町基地に所在していた航空幕僚監部が防衛庁本庁と共に市ヶ谷基地に移転している。
1996年から派米訓練としてコープサンダー演習にC-130輸送機2機と携帯地対空ミサイル機材を持ってアメリカ軍演習に参加しており、2003年5月から6月30日まで実施されたコープサンダー演習から正式に日米共同訓練として参加している。1998年11月15日に統合幕僚議長統裁による初の統合演習が硫黄島で実施され、航空自衛隊からは人員約150人、航空機約10機が参加している。1999年6月21日から25日まで第7航空団のF-15戦闘機6機、警戒航空機にはE-2C早期警戒機2機がコープノース・グアム演習に参加、これ以降ほぼ毎年に渡り参加している。
平成20年度から退役が始まったF-4EJ改戦闘機の更新を目的とするF-Xが進められ、22中期防（計画）の遅れは機種選定を難航させており、2011年中にユーロファイター タイフーン、F/A-18E/FおよびF-35の3機種の中から次期戦闘機を選定する予定であったが、同年12月20日の閣議でF-35に決定された。2012年度予算で4機分を計上、最終的に42機の取得をする。
2015年11月、女性自衛官を戦闘機の操縦士に登用する方針が固まり、陸自と同じく女性も全職種で勤務が可能となった（海自には制限あり）。
2017年7月、築城基地から第304飛行隊が移駐し戦闘機部隊が倍増したことを受け、南西航空混成団が南西航空方面隊に改編された。